# Kerckebosch
Kerckebosch is een Nederlandse wijk in de Utrechtse gemeente Zeist, onderdeel Zeist-Oost. De wijk ligt in het oostelijk deel van Zeist naast de villawijk Hoge Dennen en grenst aan de gemeente Utrechtse Heuvelrug en landgoed Heidestein. Kerckebosch bestrijkt een gebied van 63 hectare. In de wijk wonen ongeveer 3.120 inwoners (2023).

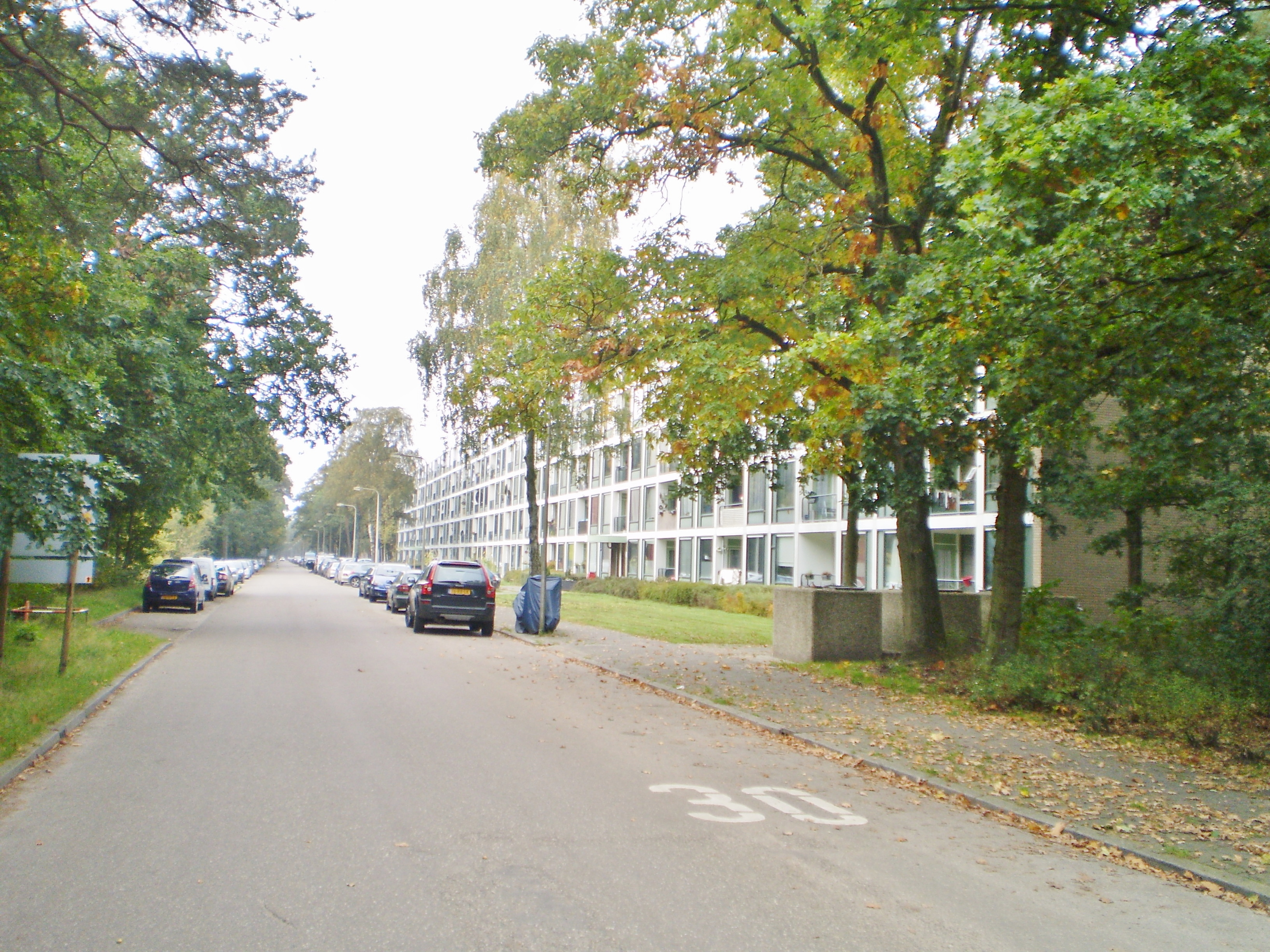
Margrietlaan

De wijk grenst in het oosten aan het Zeisterbos en wordt in het noorden begrensd door de Woudenbergseweg, in het westen door de villawijk Hoge Dennen en in het zuiden door de spoorlijn Utrecht-Arnhem.

## Wijk
De noordelijke grens wordt gevormd door de Jagerssingel. Deze weg sluit aan op de Oranje-Nassaulaan, die door het park loopt en uitkomt op de Arnhemse Bovenweg, waarop ook de Julianalaan uitkomt. Het Oranje Nassauplein heeft twee vijvers. Op dit plein sluiten de Willem de Zwijgerlaan en Tusschen de Dennen aan. Langs het landgoed Kerckebosch loopt de bosweg Hoog Kanje. Vanaf Hoog Kanje voert de Graaf Janlaan naar de Prinses Irenelaan, die vroeger Dopheidelaan heette, de Graaf Janlaan de Regentesselaan en de Waldeck Pyrmontlaan leiden naar het Oranje-Nassauplein. De Laan van Dillenburg verbindt het Julianaplein met de Graaf Janlaan.

### Geschiedenis
Het gebied bestond tot in de 19e eeuw grotendeels uit woeste grond die toebehoorde aan de katholieke kerk van Rijsenburg. Een groot deel van de ooit woeste en onontgonnen gronden werden in de vroege 20e eeuw omgevormd tot een landgoed, waar in 1904 het Kasteel Kerckebosch op gebouwd werd. Tussen 1920 en 1940 werden verscheidene villaparken aangelegd, waaronder Kerckebosch, Hoge Dennen en Lyceumkwartier. Daartoe werden de gronden rondom een aantal buitenplaatsen verkaveld.
Vanaf 1920 werd het Kerckebosch aan de Driebergseweg verkaveld. De vijvers van het Oranje Nassauplein werden gegraven in het kader van de werkverschaffing. Het vrijkomende zand werd gebruikt voor het 'opwerpen' van de stuifheuvel aan het einde van de Jagerssingel. Van het rechthoekige padenpatroon van de 19e-eeuwse bebossing bleef niet veel meer over. Wel werd in de plattegrond van het villapark gebruikgemaakt van de bestaande wegen Hoog Kanje, de oude Siberiëlaan (tegenwoordig Julianalaan) en van de Jagersingel/Oranje Nassaulaan. De Oranje Nassaulaan was begin jaren twintig ontstaan bij een rupsenplaag. Om de verspreiding tegen te gaan, was een flinke strook bos gekapt. Aan de brede laan kwamen twee pleinen, het Oranje Nassauplein en het Julianaplein.
De flats aan de Prinses Irenelaan en Prinses Margrietlaan werden in de jaren vijftig gebouwd. In de jaren zestig veranderde Kerckebosch in een wijk met vooral flats.

## Wijkvernieuwing in de 21e eeuw

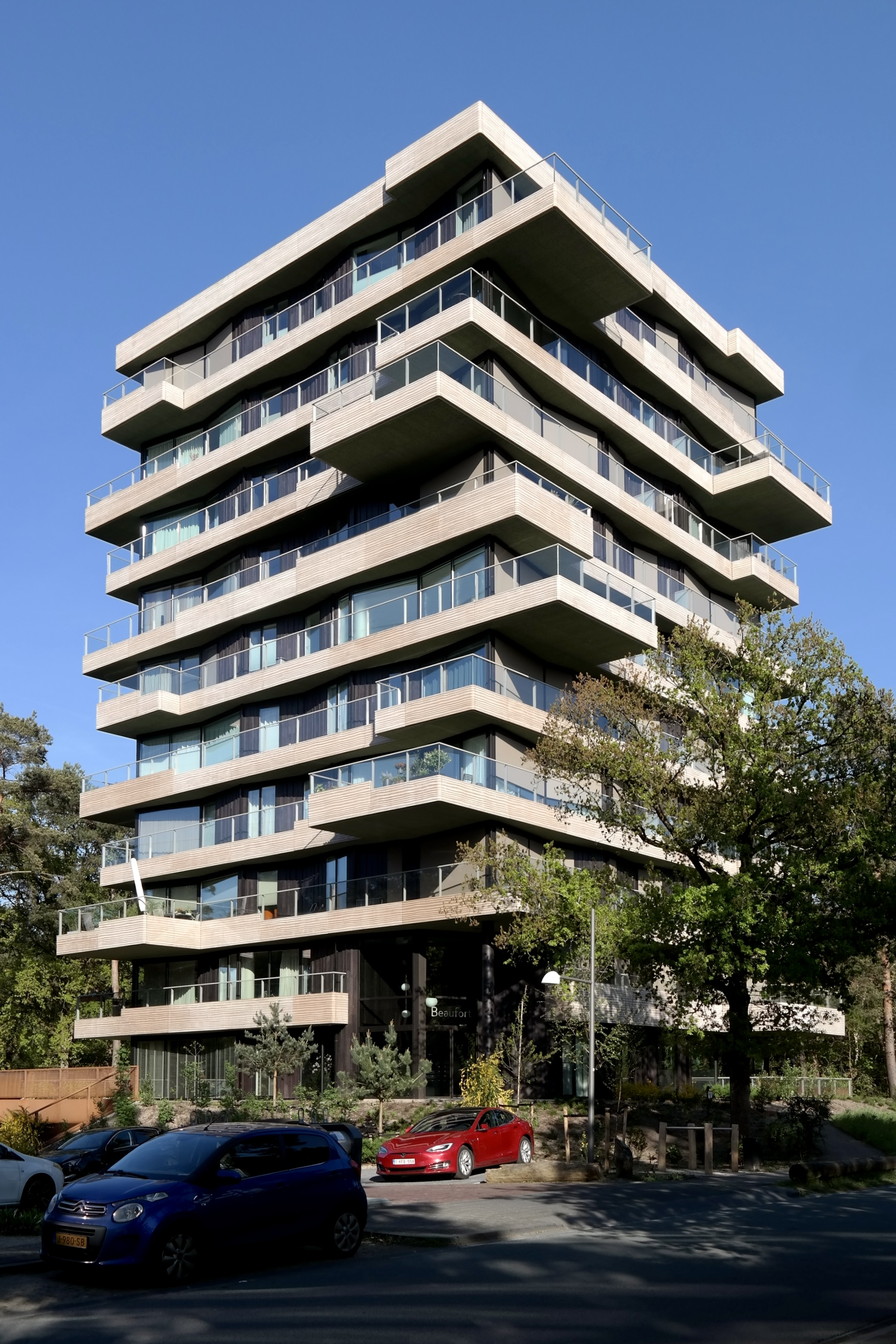
De nieuwe woontoren Beaufort

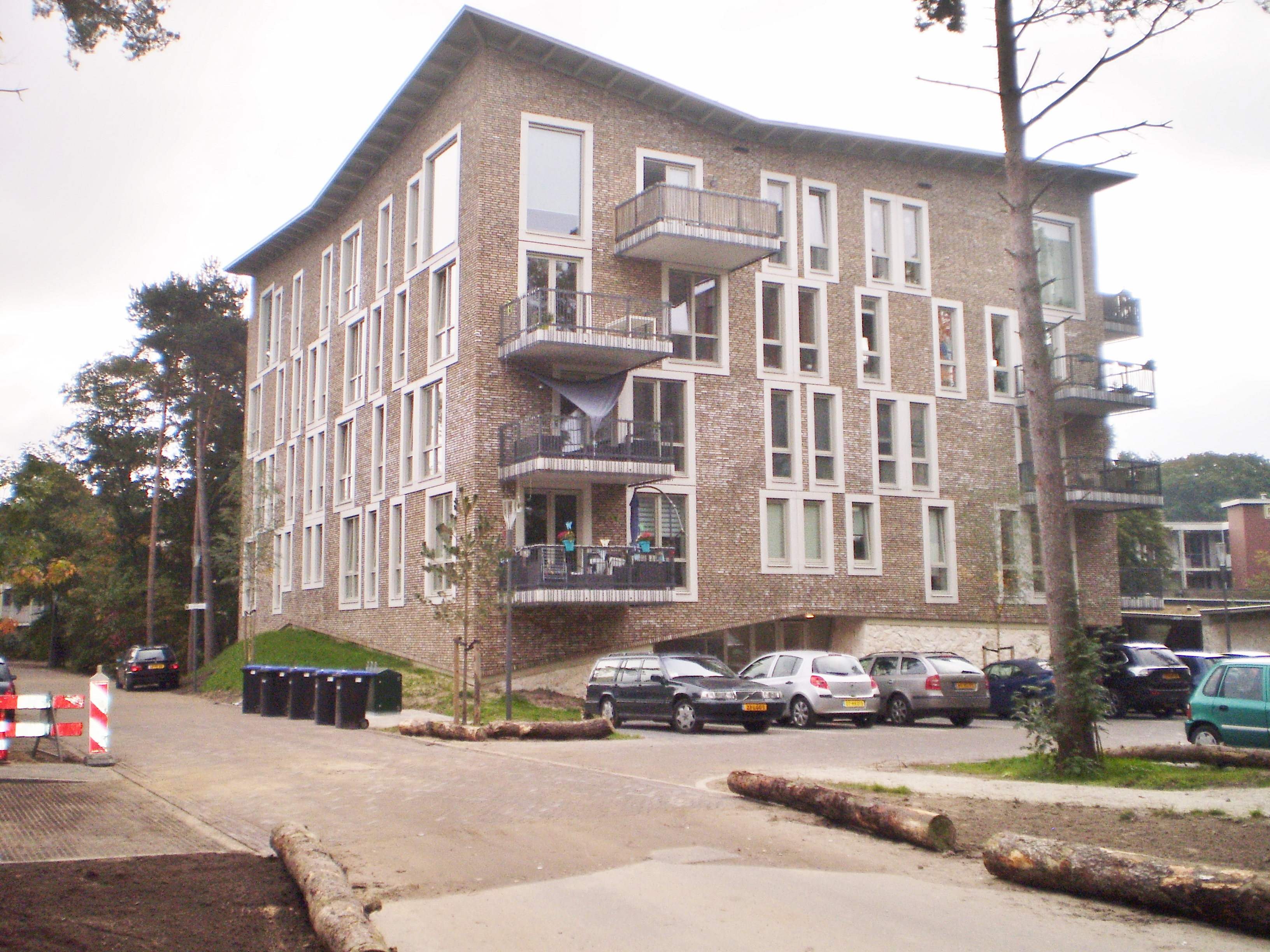
Entreegebouw

Sinds 2006 werken de gemeente Zeist en woningcorporatie Seyster Veste samen aan het nieuwe Kerckebosch. De plannen voor wijkvernieuwing werden uitgewerkt met bewoners, omwonenden en andere betrokkenen. De galerijflats aan de Prinses Irenelaan en Prinses Margrietlaan zijn anno 2025 op een enkele na gesloopt ten behoeve van nieuwbouw. De flats die dateerden uit de jaren zestig, verdwenen stap voor stap om ruimte te bieden aan zo'n 800 tot 1000 woningen in verschillende prijsklassen en types. Dit nieuwe Kerckebosch bestaat uit zes buurten tussen bos, heide en een parkachtig landschap en die in directe verbinding staan met de Utrechtse Heuvelrug en Landgoed Heidestein. De overgang van de wijk naar Heidestein, die bestond uit rijen flats langs de kaarsrechte Prinses Margrietlaan, heeft sinds de wijkvernieuwing een meer harmonische overgang van bebouwing naar de natuur.
De wijk gaat bestaan uit zes buurten die door verschillende architecten worden ontworpen. Elke buurt heeft daardoor een eigen karakter en uitstraling. De buurten zijn door elkaar gescheiden door bos, hei en park. De nieuw te bouwen buurten dragen de namen Bosrand, Bij de Hoge Dennen, Op de Hei, Stuifduinen, De Hout, Bosgaarde en De Boswachterij. In de woonbuurten is geen doorgaand verkeer. De zes buurten en het entreegebouw binnen de buurt hebben elk hun eigen architect. De Kerckeboschlaan slingert als hoofdontsluitingsweg door de boomrijke wijk. Vanaf deze weg lopen nieuwe wijken als scheggen richting de prinses Marijkelaan en Heidestein. De tussen de scheggen gelegen bosgebieden worden met het natuur- en recreatiegebied Het Utrechts Landschap verbonden. Op sommige plekken worden deze bosgebieden verrijkt met open heidevelden.

### Voorzieningen

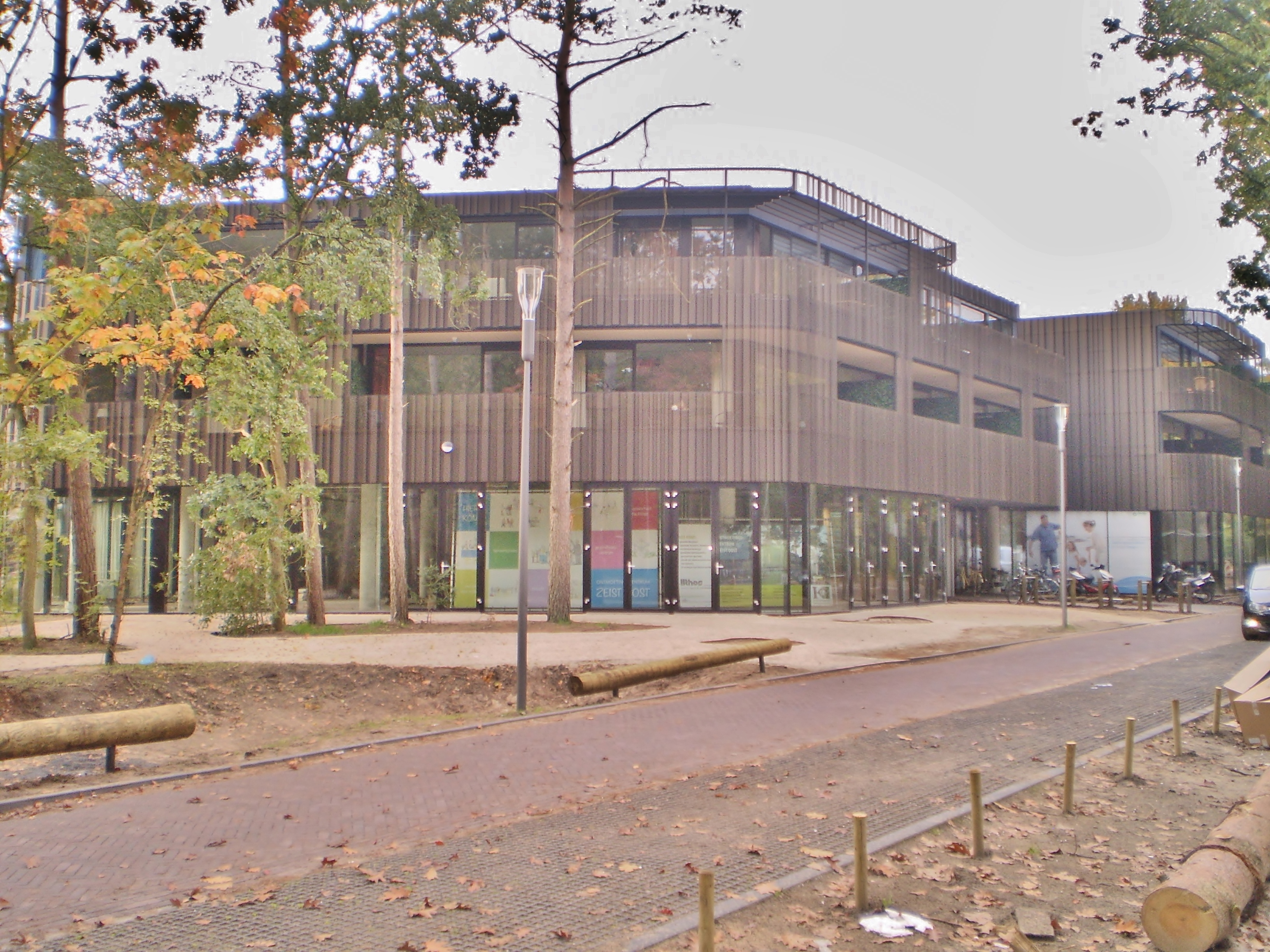
Wijkgebouw

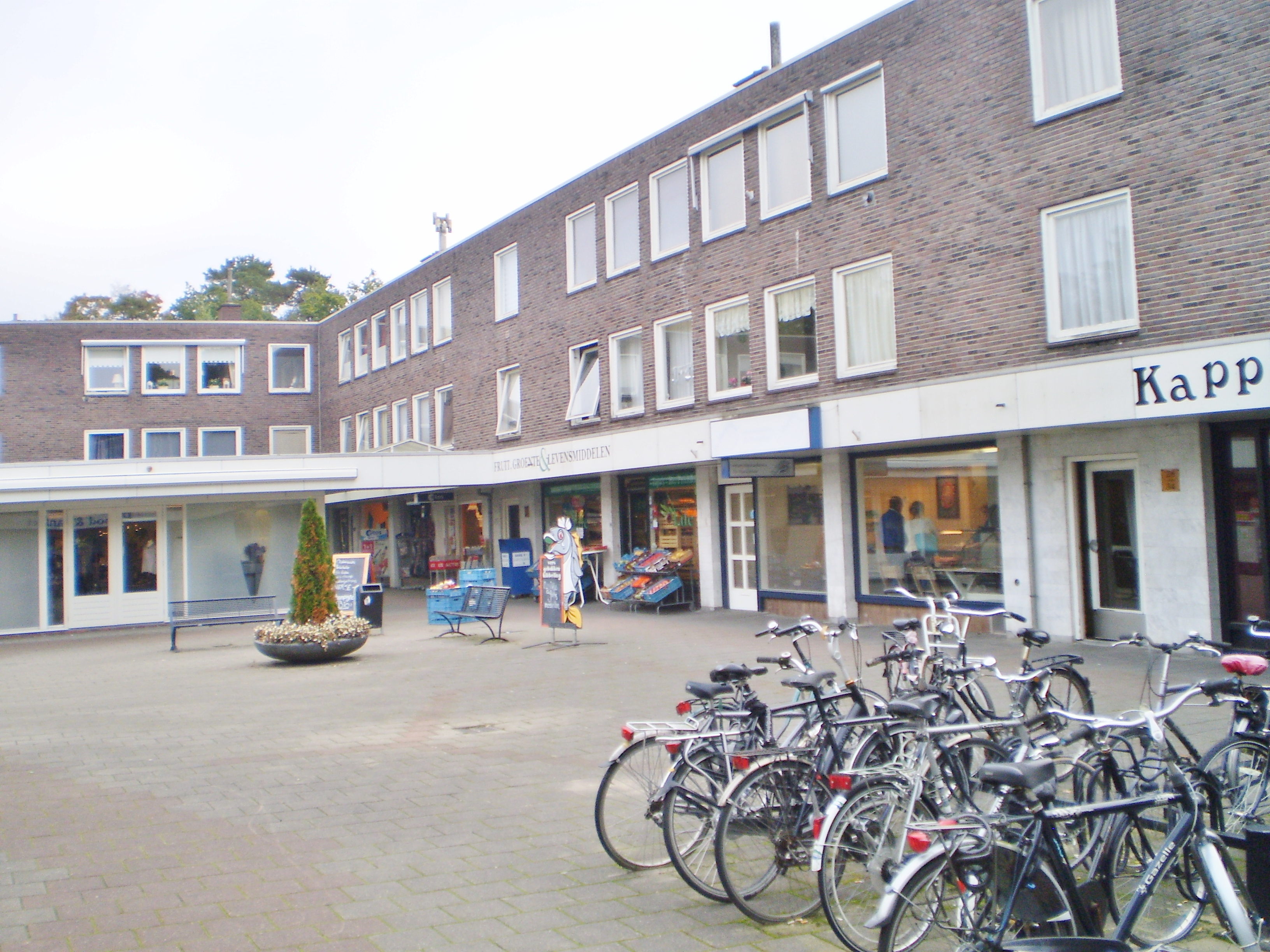
Winkelcentrum

Ook zijn er plannen voor vernieuwing van het winkelcentrum. Dit betekende dat veel bewoners van huis hebben moeten veranderen. Vanuit het wijkinloophuis werd hulp geboden bij het organiseren van de verhuizingen. De nieuw gebouwde Brede School Kerckebosch vervangt de afzonderlijke gebouwen van de Montessorischool, de Damiaanschool en kinderopvang Kind&Co in de wijk.
Binnenbos is het multifunctionele centrum van Zeist-Oost. Het gebouw biedt onderdak aan een wijkservicepunt, drie huisartsen, een apotheek, fysiotherapiepraktijken, logopedist, huidzorg, mensendieck, beautypraktijk, een muziekschool en gymzalen. De sportzalen zijn er voor de scholen en na schooltijd voor de wijk en verenigingen. Boven het Binnenbos komen zorgwoningen waar ook cliënten van zorginstelling Abrona een woonplek krijgen.